# Karin Graßhof
Karin Graßhof (Kiel, 25 de junio de 1937-10 de junio de 2025)  fue una jurista alemana. Sirvió como jueza en el Tribunal Constitucional Federal de Alemania de 1986 a 1998. Fue profesora honoraria en la Universidad de Bonn.